# Camera dei rappresentanti dell'Oklahoma
La Camera dei rappresentanti dell’Oklahoma è, insieme al Senato, una delle due camere che compongono la Legislatura statale dell'Oklahoma. Essa si riunisce nel Campidoglio dello Stato dell’Oklahoma.
La Camera è composta da 101 rappresentanti, eletti ogni due anni. I rappresentanti non sono rieleggibili dopo dodici anni consecutivi in entrambe o ciascuna camera.